# Saint-Vincent-de-Barrès
Saint-Vincent-de-Barrès è un comune francese di 838 abitanti situato nel dipartimento dell'Ardèche della regione dell'Alvernia-Rodano-Alpi.

## Società

### Evoluzione demografica
Abitanti censiti